# Fire (bài hát của BTS)
"Fire" (tiếng Hàn: 불타오르네; Romaja: Bultaoreune) là một bài hát của nhóm nhạc nam Hàn Quốc BTS trong album tổng hợp của nhóm, The Most Beautiful Moment in Life: Young Forever (2016). Phiên bản tiếng Hàn được phát hành bởi Big Hit vào ngày 2 tháng 5 năm 2016, tại Hàn Quốc. Phiên bản tiếng Nhật được phát hành vào ngày 7 tháng 9 năm 2016, trong album Youth, thông qua Universal Music Japan và Virgin Music-Def Jam Recordings.

## Video âm nhạc
Video âm nhạc cho "Fire" được phát hành vào ngày 2 tháng 3. Video âm nhạc được sản xuất và đạo diễn bởi Lumpens, và GDW. Fuse nói rằng, "Đoạn cắt có cảm giác giống như một phiên bản nâng cấp của "Dope" và cho thấy "các thành viên thể hiện vũ đạo mạnh mẽ nhất của nhóm từ trước cho đến nay". Vào ngày 9 tháng 5, BTS đã phát hành phiên bản vũ đạo cho video âm nhạc của "Fire" trước thời gian quảng bá trên các chương trình âm nhạc. Vũ đạo được biên đạo bởi Keone Madrid, và Vinh Nguyen.

## Diễn biến thương mại 
BTS đứng đầu bảng xếp hạng Billboard World Digital Songs với đĩa đơn này. Video âm nhạc cho "Fire" xếp ở vị trí số 1 trong danh sách Video K-pop được xem nhiều nhất ở Hoa Kỳ, trên toàn thế giới: tháng 5 năm 2016 của Billboard.

## Quảng bá
BTS quyết định chỉ quảng bá trên các chương trình âm nhạc trong 1 tuần, biểu diễn trên Mnet, KBS, MBC và SBS theo kế hoạch để bắt đầu các hoạt động cá nhân, biểu diễn và lịch trình ở nước ngoài, bắt đầu với M! Countdown vào ngày 12 tháng 5. Bài hát cũng được quảng bá tại SBS Gayo Daejeon vào tháng 12 năm 2018.

## Nhân sự
Các khoản ghi chú tiếng Hàn được trích từ CD của The Most Beautiful Moment in Life: Young Forever.
- Pdogg – sản xuất, keyboard, synthesizer, điệp khúc, sắp xếp giọng hát và rap, kỹ sư thu âm @ Dogg Bounce
- "hitman" bang – sản xuất
- RM – sản xuất
- Suga – sản xuất
- Devine Channel – sản xuất
- Jungkook – điệp khúc
- Jimin – điệp khúc
- James F. Reynolds – kỹ sư phối nhạc

## Giải thưởng
| Năm  | Giải thưởng          | Hạng mục             | Kết quả | Nguồn         |
| ---- | -------------------- | -------------------- | ------- | ------------- |
| 2017 | Annual Soompi Awards | Vũ đạo xuất sắc nhất | Đề cử   | [ 17 ] [ 18 ] |

| Tên chương trình | Ngày phát sóng      | Nguồn  |
| ---------------- | ------------------- | ------ |
| M! Countdown     | 12 tháng 5 năm 2016 | [ 19 ] |
| Music Bank       | 13 tháng 5 năm 2016 | [ 20 ] |
| Inkigayo         | 14 tháng 5 năm 2016 | [ 21 ] |

## Bảng xếp hạng

### Bảng xếp hạng hàng tuần
| Bảng xếp hạng (2017)                             | Vị trí cao nhất |
| ------------------------------------------------ | --------------- |
| Finland Download (Suomen virallinen latauslista) | 11              |
| Nhật Bản (Japan Hot 100)                         | 30              |
| Philippines (Philippine Hot 100)                 | 22              |
| Hàn Quốc (Gaon Singles Chart)                    | 7               |
| Hoa Kỳ World Digital Song Sales (Billboard)      | 1               |

## Doanh số
| Bảng xếp hạng | Doanh số |
| ------------- | -------- |
| Hàn Quốc      | 856,373  |
| Hoa Kỳ        | 100,000  |

## Lịch sử phát hành
| Quốc gia  | Ngày phát hành     | Định dạng                       | Phiên bản  | Hãng đĩa                               |
| --------- | ------------------ | ------------------------------- | ---------- | -------------------------------------- |
| Toàn quốc | 2 tháng 5 năm 2016 | Tải kỹ thuật số phát trực tuyến | Tiếng Hàn  | Big Hit Entertainment                  |
| Toàn quốc | 7 tháng 9 năm 2016 | Tải kỹ thuật số phát trực tuyến | Tiếng Nhật | Big Hit Universal Japan Virgin Def Jam |